# Haagsche Bluf

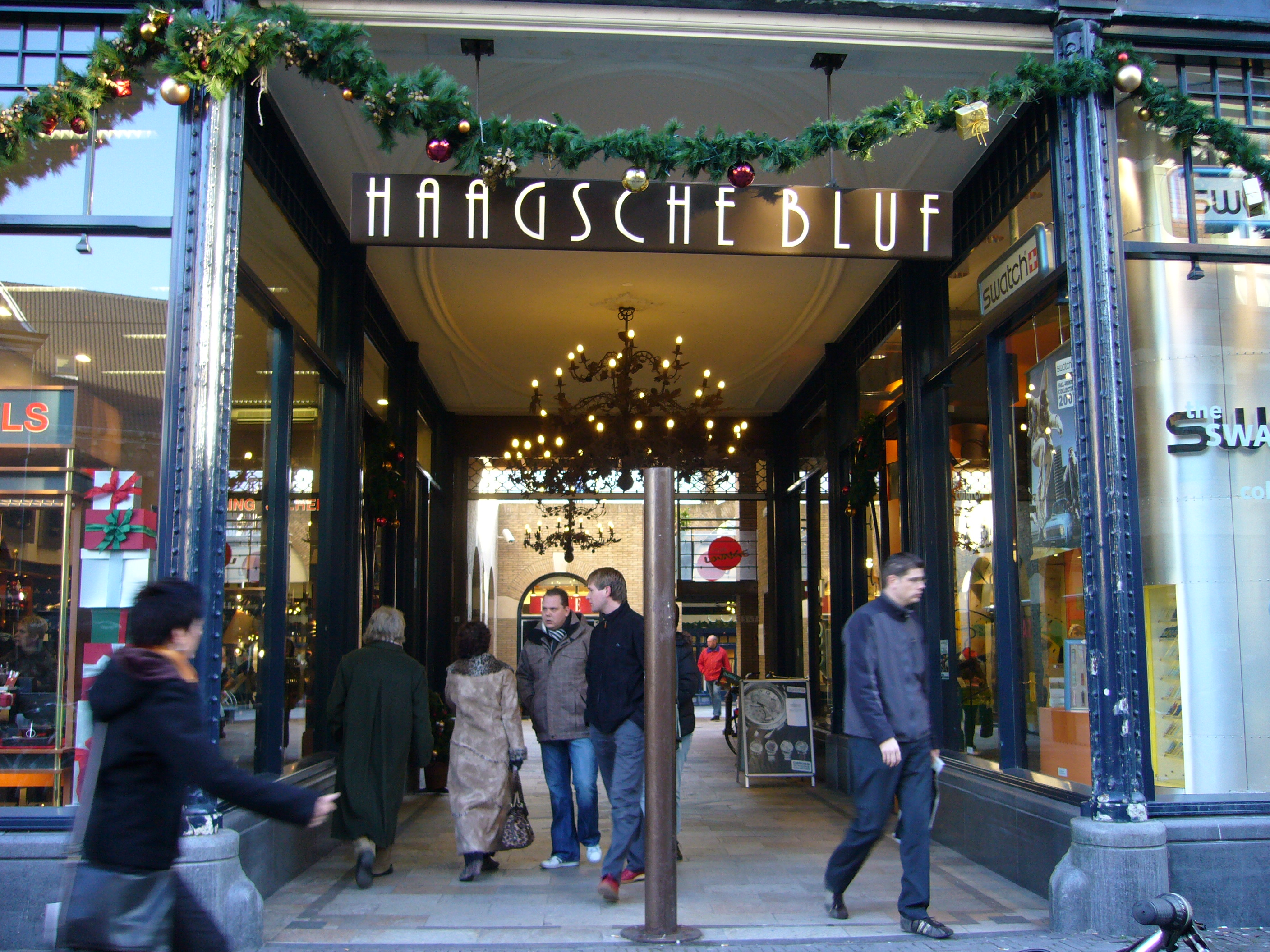
Entree van de Haagsche Bluf

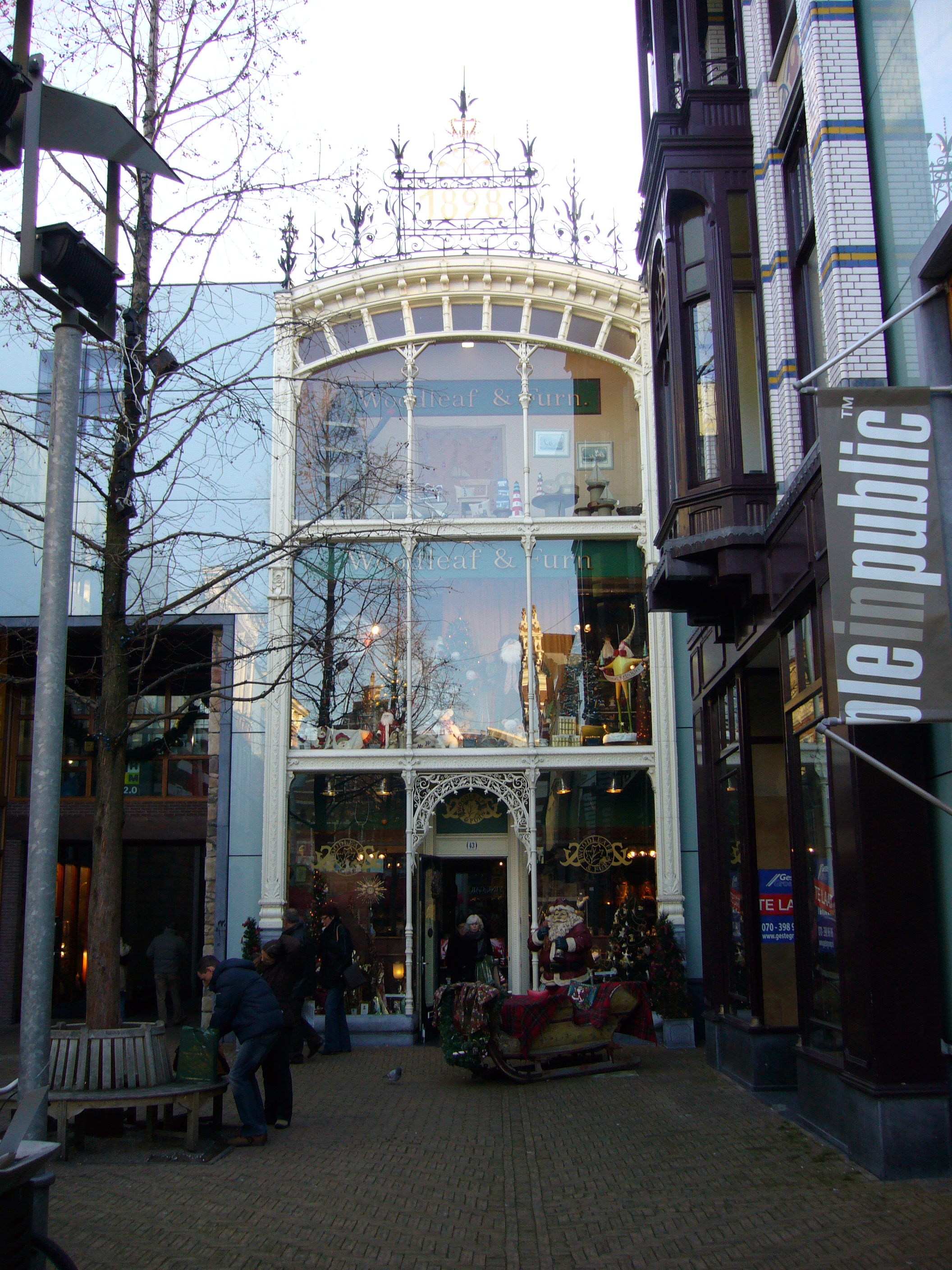
Kopie van Denneweg 56 uit 1898

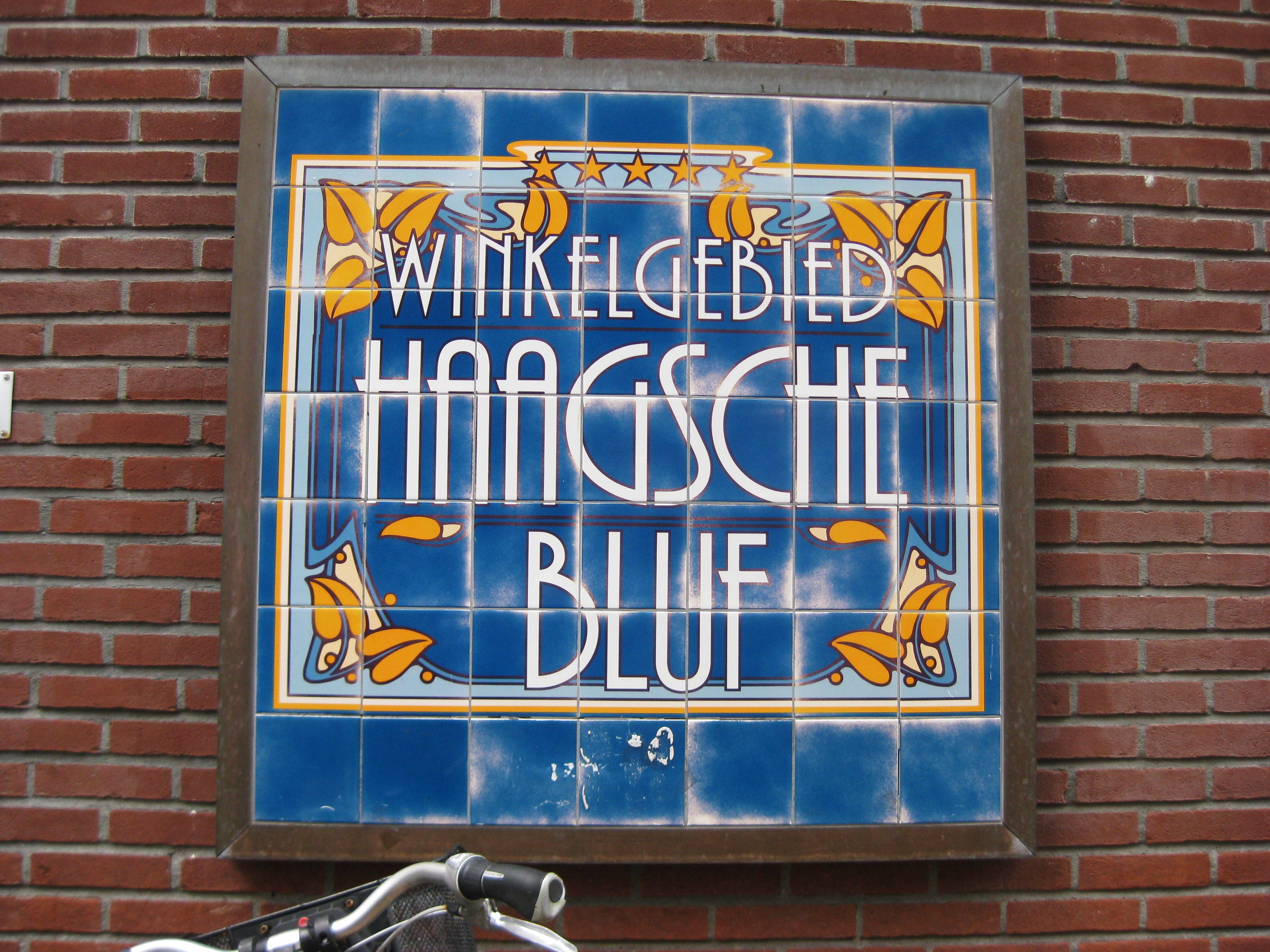
Tegeltableau Haagsche Bluf

Haagsche Bluf is een klein winkelcentrum in Den Haag.
Het winkelcentrum heeft vier ingangen, waarvan de ingang recht tegenover restaurant 't Goude Hooft, en de ingang waar vroeger de afgebrande City-bioscoop stond, de belangrijkste zijn. Daarachter was vroeger de Pasadena-winkelpassage. Nu treedt men er een soort hofje binnen en komt uit op een binnenplein met winkels, een terrasje en een oude Franse fontein. Op de eerste verdieping bevindt zich een groot dakterras.
In 2000 besloot Geste Vastgoed (ook bekend door de Baljurk) iets bijzonders van de oude passage te maken. Er staan nu panden, waarvan de gevel een kopie is van een bekende gevel elders. Zo is er een kopie van het Pagehuis, dat sinds 1618 aan het Lange Voorhout staat en een kopie van de gevel op de Denneweg 56 uit 1898. Aan het plein staan ook een Venetiaanse toren en enkele gevels uit Delft.

Haagsche Bluf won in 2001 de kleine Nieuwe Stad Prijs.
Verder bevindt zich in de Haagsche Bluf een individueel-wonen-project en een steunpunt van stichting Middin voor verstandelijk gehandicapten.

## Naam
Haagse bluf is een ouderwets, Haags toetje, dat bestaat uit met suiker geklopt eiwit, waardoor bessensap gaat om het een roze kleur te geven.